# Тршебувка
Тршебувка (чеш. Třebůvka) — река в Чехии, протекает по Пардубицкому и Оломоуцкому краям. Приток реки Моравы. Длина — 48,3 км, площадь водосборного бассейна 584,6 км², средний расход воды 2,66 м³/с.
Исток находится в Крженове, на высоте 46 м над уровнем моря. Источники Тршебувка у Крженова на высоте 462 м. Это один из системных водотоков Забржежского нагорья.
В 2012 году на реке была построена система защиты от наводнений.
Крупные притоки: левый берег — Hřebečovský potok, Stříbrný potok, Kunčinský potok, Borušovský potok, Bohdalovský potok, Radelnovský potok, Radnička, Zlatnička, Podhrádek правый берег — Pacovka, Jevíčka, Věžnice, Javoříčka

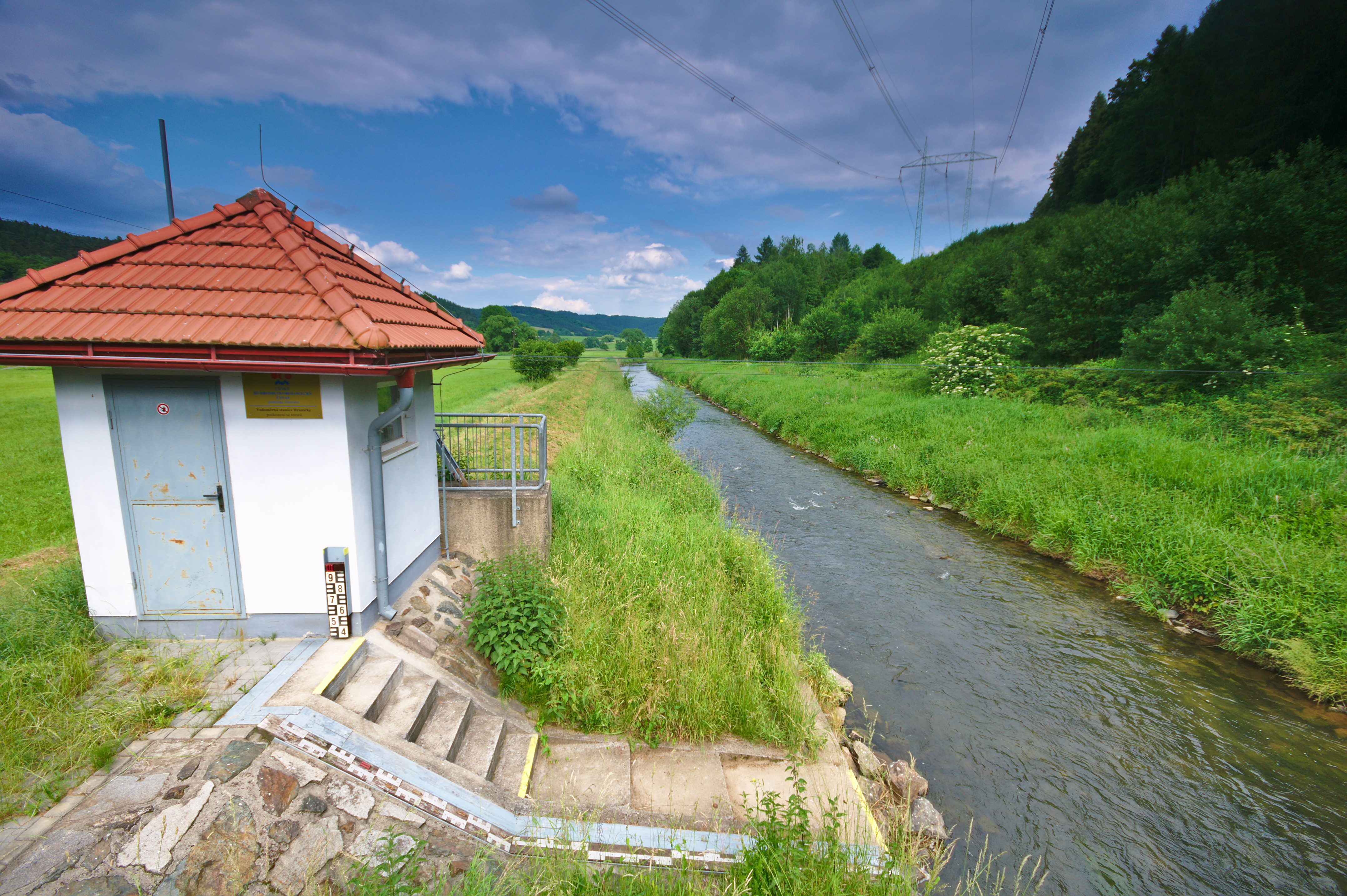
Водомерный пост на Тршебувке в Яровице.